# Olympische Geschichte Nigerias
| Gelbes Symbol für Goldmedaillen mit stilisierten Olympischen Ringen | Graues Symbol für Silbermedaillen mit stilisierten Olympischen Ringen | Braundes Symbol für Bronzemedaillen mit stilisierten Olympischen Ringen |
| ------------------------------------------------------------------- | --------------------------------------------------------------------- | ----------------------------------------------------------------------- |
| 3                                                                   | 11                                                                    | 13                                                                      |

Nigeria, dessen NOK, das Nigeria Olympic Committee, 1951 gegründet und im gleichen Jahr vom IOC anerkannt wurde, nimmt seit 1952 an Olympischen Sommerspielen teil. 1976 schloss man sich dem afrikanischen Boykott der Spiele von Montreal an. 2018 nahmen erstmals nigerianische Athleten an Olympischen Winterspielen teil.

## Übersicht

### 1952 bis 1976
Nigeria trat erstmals bei den Spielen von Helsinki 1952 ins olympische Rampenlicht. Die Mannschaft bestand aus neun Leichtathleten. Der erste nigerianische Olympionike waren die 100-Meter-Läufer Titus Erinle, Karim Olowu und Edward Ajado sowie die Hochspringer Josiah Majekodunmi, Nafiu Osagie und Boniface Guobadia, die alle ihre Wettkämpfe am 20. Juli 1952 bestritten.
Auch 1956 in Melbourne wurden nur Leichtathleten entsandt. Das beste Ergebnis lieferte Karim Olowu mit einem fünften Platz im Hochsprung. 1960 in Rom nahmen erstmals nigerianische Boxer teil. Der Halbmittelgewichtsboxer Nojim Maiyegun schaffte 1964 in Tokio mit seiner Bronzemedaille den ersten Medaillengewinn für Nigeria. Eine Spitzenplatzierung gab es wieder im Weitsprung. Wariboko West sprang auf Platz 4. In Tokio waren erstmals nigerianische Frauen am Start. Die ersten Olympionikinnen Nigerias waren am 15. Oktober 1964 die 100-Meter-Läuferin Clarice Ahanotu und die Hochspringerin Amelia Okoli.
Bis auf zwei Viertelfinalteilnahmen im Boxen durch Gabriel Ogun im Halbfliegengewicht und Fatai Ayinla im Halbschwergewicht blieben die Spiele von Mexiko-Stadt 1968 aus nigerianischer Sicht erfolglos. In Mexiko-Stadt nahm erstmals eine nigerianische Fußballauswahl am olympischen Turnier teil.
1972 in München sorgte ein Boxer für den zweiten Medaillengewinn Nigerias. Isaac Ikhouria gewann Bronze im Halbschwergewicht. 1976 folgte Nigeria dem Boykottaufruf der afrikanischen Länder und blieb den Spielen von Montreal fern.

### 1980 bis 1996
In Moskau 1980 nahmen erstmals nigerianische Gewichtheber und Ringer teil. Diesmal blieb die nigerianische Mannschaft erfolglos. Zwei Medaillen wurden 1984 in Los Angeles gewonnen. Die 400-Meter-Staffel der Männer mit Sunday Uti, Moses Ugbisie, Rotimi Peters und Innocent Egbunike lief zur Bronzemedaille. Der Boxer Peter Konyegwachie gewann Silber im Federgewicht.
Keine Medaillen gab es in Seoul 1988. Innocent Egbunike konnte sich für das Finale über 400 Meter qualifizieren und wurde Fünfter. Die 400-Meter-Staffel erreichte im Finale Platz 7. Olympische Premieren feierten nigerianische Judoka, Tennis- und Tischtennisspieler. Schwimmen und Handball kamen 1992 in Barcelona neu hinzu. In Barcelona wurden vier Medaillen gewonnen. Beide 100-Meter-Staffeln kamen auf Podium. Die Männerstaffel mit Oluyemi Kayode, Chidi Imoh, Olapade Adeniken, Davidson Ezinwa und Osmond Ezinwa (nur im Vorlauf eingesetzt) gewannen Silber. Die Frauenstaffel mit Beatrice Utondu, Faith Idehen, Christy Opara-Thompson und Mary Onyali-Omagbemi gewann Bronze und damit die erste Medaille von nigerianischen Frauen. Zwei weitere Silbermedaillen gewannen die Boxer David Izonritei im Schwergewicht und Richard Igbeneghu im Superschwergewicht.
1996 in Atlanta gab es mehrere olympische Premieren für Nigeria. Hier traten erstmals Badmintonspieler aus Nigeria an. Am 1. August 1996 gelang Chioma Ajunwa der erste nigerianische Olympiasieg, gleichzeitig der erste Medaillengewinn einer nigerianischen Einzelsportlerin. Eine weitere Goldmedaille steuerte die nigerianische Fußballauswahl der Männer bei. Die 400-Meter-Staffel der Frauen mit Olabisi Afolabi, Fatima Yusuf, Charity Opara und Falilat Ogunkoya gewann Silber. Ogunkoya gewann zudem Bronze über 400 Meter, Mary Onyali über 200 Meter. Eine weitere Bronzemedaille erkämpfte sich der Superschwergewichtsboxer Duncan Dokiwari. Mit sechs Medaillen, davon zwei Olympiasiegen waren die Spiele von Atlanta die bislang erfolgreichsten Olympischen Spiele für Nigeria.

### 2000 bis heute
2000 in Sydney konnte die 400-Meter-Staffel der Männer mit Clement Chukwu, Jude Monye, Sunday Bada und Enefiok Udo-Obong sowie den in der ersten Runde eingesetzten Nduka Awazie und Fidelis Gadzama den dritten nigerianischen Olympiasieg feiern. Die ursprünglich siegreiche US-Staffel wurde wegen eines Dopingvergehens von Antonio Pettigrew disqualifiziert. Die Frauenstaffel belegte Rang 4 und verfehlte eine Medaille um 0,34 Sekunden. Glory Alozie steuerte im 100-Meter-Hürdenlauf eine Silbermedaille bei. Eine weitere Silbermedaille gewann die Gewichtheberin Ruth Ogbeifo im Schwergewicht.
In Athen 2004 gingen erstmals Basketballspieler und Taekwondoin aus Nigeria an den Start. Zwei Bronzemedaillen gewannen die Leichtathletik-Staffeln der Männer. Die 100-Meter-Staffel wurde von Olusoji Fasuba, Uchenna Emedolu, Aaron Egbele und Daji Aliu, die 400-Meter-Staffel von James Godday, Musa Audu, Saul Weigopwa und Enefiok Udo-Obong gebildet.
Die nigerianische U-23-Fußballnationalmannschaft der Männer gewann 2008 in Peking nach einer 0:1-Niederlage im Finale gegen Argentinien die Silbermedaille. Bronze gewann im Weitsprung Blessing Okagbare. Die 100-Meter-Staffel der Frauen mit Ene Franca Idoko, Gloria Kemasuode, Halimat Ismaila und Oludamola Osayomi sowie der in der Vorrunde eingesetzten Agnes Osazuwa erreichte ebenfalls Platz 3. Da die russische Staffel, die das Finale gewonnen hatte, 2016 wegen Dopings der Läuferin Julia Schermoschanskaja die Goldmedaille aberkannt wurde, rückte die belgische Staffel auf den ersten und die nigerianische Staffel auf den zweiten Platz vor. Blessing Okagbare belegte im Weitsprung den Bronzerang. Die Silbermedaillengewinnerin Tatjana Lebedewa aus Russland wurde 2017 wegen Dopings nachträglich disqualifiziert, Okagbare rückte damit auf Platz 2 vor. Weitere Bronzemedaillen gewannen der Taekwondoin Chika Chukwumerije im Schwergewicht und die Gewichtheberin Mariam Usman, ebenfalls im Schwergewicht. Usman hatte ihren Wettkampf ursprünglich als Fünfte beendet. Doch sowohl die Zweitplatzierte Olha Korobka aus der Ukraine sowie die Drittplatzierte Marija Grabowezkaja aus Kasachstan wurden 2016 bei Nachtests des Dopings überführt und disqualifiziert. Somit rückte Usman auf den Bronzeplatz nach.
Ohne Medaillengewinn blieb Nigeria bei den Spielen von London 2012, bei dem erstmals ein nigerianischer Kanute teilnahmen. Die 100-Meter-Staffel der Frauen verpasste mit Platz 4 eine Medaille um 0,6 Sekunden. Nigerianische Ruderer traten erstmals in Rio de Janeiro 2016 in Erscheinung. Eine Bronzemedaille konnte die U-23-Fußballnationalmannschaft der Männer gewinnen. Nach einer 0:2-Niederlage im Halbfinale gegen Deutschland, konnte im Spiel um die Bronzemedaille Honduras mit 3:2 (nach einer 3:0-Führung) besiegt werden. Der Tischtennisspieler Segun Toriola nahm zum siebten Mal an Olympischen Spielen teil. In Barcelona ging er mit 17 Jahren an den Start. In Rio de Janeiro war er mit 41 Jahren der älteste Teilnehmer Nigerias bei Olympischen Spielen.
2018 in Pyeongchang war Nigeria erstmals bei Winterspielen vertreten. Die erste Wintermannschaft bestand nur aus Frauen, die im Bobsport und Skeleton antraten. Die Skeletonfahrerin Simidele Adeagbo war am 16. Februar 2018 die erste Athletin Nigerias bei Olympischen Winterspielen.

## IOC-Mitglied
Habu Gumel, Präsident des nigerianischen NOKs, wurde 2009 zum IOC-Mitglied gewählt.

## Übersicht der Teilnehmer

### Sommerspiele
| Jahr      | Athleten           | Athleten           | Athleten           | Sportarten         | Sportarten         | Sportarten         | Sportarten         | Sportarten         | Sportarten         | Sportarten         | Sportarten         | Sportarten         | Sportarten         | Sportarten         | Sportarten         | Sportarten         | Sportarten         | Sportarten         | Sportarten         | Sportarten         | Medaillen          | Medaillen          | Medaillen          | Medaillen          | Rang               |
| Jahr      | Gesamt             |                    |                    |                    |                    |                    |                    |                    |                    |                    |                    |                    |                    |                    |                    |                    |                    |                    |                    |                    |                    |                    |                    | Medaillen – Gesamt | Rang               |
| --------- | ------------------ | ------------------ | ------------------ | ------------------ | ------------------ | ------------------ | ------------------ | ------------------ | ------------------ | ------------------ | ------------------ | ------------------ | ------------------ | ------------------ | ------------------ | ------------------ | ------------------ | ------------------ | ------------------ | ------------------ | ------------------ | ------------------ | ------------------ | ------------------ | ------------------ |
| 1896–1948 | nicht teilgenommen | nicht teilgenommen | nicht teilgenommen | nicht teilgenommen | nicht teilgenommen | nicht teilgenommen | nicht teilgenommen | nicht teilgenommen | nicht teilgenommen | nicht teilgenommen | nicht teilgenommen | nicht teilgenommen | nicht teilgenommen | nicht teilgenommen | nicht teilgenommen | nicht teilgenommen | nicht teilgenommen | nicht teilgenommen | nicht teilgenommen | nicht teilgenommen | nicht teilgenommen | nicht teilgenommen | nicht teilgenommen | nicht teilgenommen | nicht teilgenommen |
| 1952      | 9                  | 9                  | 0                  |                    |                    |                    |                    |                    |                    |                    |                    | 9                  |                    |                    |                    |                    |                    |                    |                    |                    |                    |                    |                    |                    |                    |
| 1956      | 10                 | 10                 | 0                  |                    |                    |                    |                    |                    |                    |                    |                    | 10                 |                    |                    |                    |                    |                    |                    |                    |                    |                    |                    |                    |                    |                    |
| 1960      | 12                 | 12                 | 0                  |                    |                    | 4                  |                    |                    |                    |                    |                    | 8                  |                    |                    |                    |                    |                    |                    |                    |                    |                    |                    |                    |                    |                    |
| 1964      | 18                 | 26                 | 2                  |                    |                    | 4                  |                    |                    |                    |                    |                    | 14                 |                    |                    |                    |                    |                    |                    |                    |                    |                    |                    | 1                  | 1                  | 35                 |
| 1968      | 36                 | 31                 | 5                  |                    |                    | 5                  | 16                 |                    |                    |                    |                    | 15                 |                    |                    |                    |                    |                    |                    |                    |                    |                    |                    |                    |                    |                    |
| 1972      | 25                 | 20                 | 5                  |                    |                    | 6                  |                    |                    |                    |                    |                    | 19                 |                    |                    |                    |                    |                    |                    |                    |                    |                    |                    | 1                  | 1                  | 43                 |
| 1976      | nicht teilgenommen | nicht teilgenommen | nicht teilgenommen | nicht teilgenommen | nicht teilgenommen | nicht teilgenommen | nicht teilgenommen | nicht teilgenommen | nicht teilgenommen | nicht teilgenommen | nicht teilgenommen | nicht teilgenommen | nicht teilgenommen | nicht teilgenommen | nicht teilgenommen | nicht teilgenommen | nicht teilgenommen | nicht teilgenommen | nicht teilgenommen | nicht teilgenommen | nicht teilgenommen | nicht teilgenommen | nicht teilgenommen | nicht teilgenommen | nicht teilgenommen |
| 1980      | 44                 | 38                 | 6                  |                    |                    | 8                  | 17                 | 2                  |                    |                    |                    | 16                 |                    | 1                  |                    |                    |                    |                    |                    |                    |                    |                    |                    |                    |                    |
| 1984      | 32                 | 30                 | 2                  |                    |                    | 3                  |                    | 6                  |                    |                    |                    | 10                 |                    | 3                  |                    |                    |                    |                    |                    |                    |                    | 1                  | 1                  | 2                  | 30                 |
| 1988      | 69                 | 61                 | 8                  |                    |                    | 7                  | 17                 | 4                  |                    | 3                  |                    | 23                 |                    | 6                  |                    |                    |                    | 3                  | 6                  |                    |                    |                    |                    |                    |                    |
| 1992      | 55                 | 32                 | 23                 |                    |                    | 9                  |                    | 1                  | 16                 | 2                  |                    | 14                 |                    | 5                  |                    | 2                  |                    |                    | 6                  |                    |                    | 3                  | 1                  | 4                  | 38                 |
| 1996      | 65                 | 49                 | 16                 | 2                  |                    | 4                  | 16                 | 1                  |                    | 1                  |                    | 32                 |                    | 4                  |                    |                    |                    | 1                  | 4                  |                    | 2                  | 1                  | 3                  | 6                  | 32                 |
| 2000      | 83                 | 44                 | 39                 |                    |                    | 5                  | 32                 | 5                  |                    | 2                  |                    | 29                 |                    | 2                  |                    | 2                  |                    |                    | 7                  |                    | 1                  | 2                  |                    | 3                  | 41                 |
| 2004      | 70                 | 24                 | 46                 |                    | 12                 | 7                  | 16                 | 2                  |                    | 2                  |                    | 14                 |                    | 1                  |                    | 2                  | 3                  |                    | 8                  |                    |                    |                    | 2                  | 2                  | 68                 |
| 2008      | 74                 | 37                 | 37                 | 1                  |                    | 4                  | 31                 | 3                  |                    | 1                  |                    | 22                 |                    | 2                  |                    | 2                  | 2                  |                    | 6                  |                    |                    | 3                  | 2                  | 5                  | 61                 |
| 2012      | 49                 | 30                 | 19                 |                    |                    | 2                  |                    | 2                  | 12                 |                    | 1                  | 21                 |                    | 4                  |                    |                    | 2                  |                    | 4                  |                    |                    |                    |                    |                    |                    |
| 2016      | 77                 | 51                 | 26                 |                    | 12                 | 1                  | 18                 | 1                  |                    |                    | 1                  | 27                 |                    | 7                  | 1                  | 2                  |                    |                    | 5                  |                    |                    |                    | 1                  | 1                  | 78                 |
| 2020      | 53                 | 24                 | 29                 | 3                  | 24                 |                    |                    |                    |                    |                    | 1                  | 12                 |                    | 5                  | 1                  | 1                  | 1                  |                    | 4                  | 1                  |                    | 1                  | 1                  | 2                  | 74                 |
| 2024      | 80                 | 17                 | 63                 | 1                  | 12                 | 2                  | 18                 | 2                  |                    |                    | 2                  | 29                 | 1                  | 6                  |                    | 2                  | 1                  |                    | 4                  |                    |                    |                    |                    |                    |                    |
| Gesamt    | Gesamt             | Gesamt             | Gesamt             | Gesamt             | Gesamt             | Gesamt             | Gesamt             | Gesamt             | Gesamt             | Gesamt             | Gesamt             | Gesamt             | Gesamt             | Gesamt             | Gesamt             | Gesamt             | Gesamt             | Gesamt             | Gesamt             | Gesamt             | 3                  | 11                 | 13                 | 27                 |                    |

### Winterspiele
| Jahr      | Athleten           | Athleten           | Athleten           | Sportarten         | Sportarten         | Sportarten         | Medaillen          | Medaillen          | Medaillen          | Medaillen          | Rang               |
| Jahr      | Gesamt             |                    |                    |                    |                    |                    |                    |                    |                    | Medaillen – Gesamt | Rang               |
| --------- | ------------------ | ------------------ | ------------------ | ------------------ | ------------------ | ------------------ | ------------------ | ------------------ | ------------------ | ------------------ | ------------------ |
| 1924–2014 | nicht teilgenommen | nicht teilgenommen | nicht teilgenommen | nicht teilgenommen | nicht teilgenommen | nicht teilgenommen | nicht teilgenommen | nicht teilgenommen | nicht teilgenommen | nicht teilgenommen | nicht teilgenommen |
| 2018      | 4                  | 0                  | 4                  | 3                  |                    | 1                  |                    |                    |                    |                    |                    |
| 2022      | 1                  | 1                  | 0                  |                    | 1                  |                    |                    |                    |                    |                    |                    |
| Gesamt    | Gesamt             | Gesamt             | Gesamt             | Gesamt             | Gesamt             | Gesamt             | 0                  | 0                  | 0                  | 0                  |                    |

## Liste der Medaillengewinner

### Goldmedaillen
| Name                                                                                 | Spiele       | Sportart       | Disziplin               |
| ------------------------------------------------------------------------------------ | ------------ | -------------- | ----------------------- |
| Chioma Ajunwa                                                                        | 1996 Atlanta | Leichtathletik | Weitsprung              |
| U-23-Fußballnationalmannschaft                                                       | 1996 Atlanta | Fußball        | Herrenturnier           |
| Nduka Awazie Fidelis Gadzama Clement Chukwu Jude Monye Sunday Bada Enefiok Udo-Obong | 2000 Sydney  | Leichtathletik | 4-mal-400-Meter-Staffel |

### Silbermedaillen
| Name                                                                              | Spiele           | Sportart       | Disziplin               |
| --------------------------------------------------------------------------------- | ---------------- | -------------- | ----------------------- |
| Peter Konyegwachie                                                                | 1984 Los Angeles | Boxen          | Federgewicht            |
| Olapade Adeniken Davidson Ezinwa Chidi Imoh Oluyemi Kayode Osmond Ezinwa          | 1992 Barcelona   | Leichtathletik | 4-mal-100-Meter-Staffel |
| Richard Igbineghu                                                                 | 1992 Barcelona   | Boxen          | Superschwergewicht      |
| David Izonritei                                                                   | 1992 Barcelona   | Boxen          | Schwergewicht           |
| Olabisi Afolabi Fatima Yusuf Charity Opara Falilat Ogunkoya                       | 1996 Atlanta     | Leichtathletik | 4-mal-400-Meter-Staffel |
| Glory Alozie                                                                      | 2000 Sydney      | Leichtathletik | 100 Meter Hürden        |
| Ruth Ogbeifo                                                                      | 2000 Sydney      | Gewichtheben   | Schwergewicht           |
| U-23-Fußballnationalmannschaft                                                    | 2008 Peking      | Fußball        | Herrenturnier           |
| Ene Franca Idoko Gloria Kemasuode Halimat Ismaila Oludamola Osayomi Agnes Osazuwa | 2008 Peking      | Leichtathletik | 4-mal-100-Meter-Staffel |
| Blessing Okagbare                                                                 | 2008 Peking      | Leichtathletik | Weitsprung              |
| Blessing Oborududu                                                                | 2020 Tokio       | Ringen         | Klasse bis 68 kg        |

### Bronzemedaillen
| Name                                                     | Spiele              | Sportart       | Disziplin               |
| -------------------------------------------------------- | ------------------- | -------------- | ----------------------- |
| Nojim Maiyegun                                           | 1964 Tokio          | Boxen          | Halbmittelgewicht       |
| Isaac Ikhouria                                           | 1972 München        | Boxen          | Halbschwergewicht       |
| Sunday Uti Moses Ugbisie Rotimi Peters Innocent Egbunike | 1984 Los Angeles    | Leichtathletik | 4-mal-100-Meter-Staffel |
| Beatrice Utondu Christy Opara Mary Onyali Faith Idehen   | 1992 Barcelona      | Leichtathletik | 4-mal-100-Meter-Staffel |
| Duncan Dokiwari                                          | 1996 Atlanta        | Boxen          | Superschwergewicht      |
| Falilat Ogunkoya                                         | 1996 Atlanta        | Leichtathletik | 400 Meter               |
| Mary Onyali                                              | 1996 Atlanta        | Leichtathletik | 200 Meter               |
| Olusoji Fasuba Uchenna Emedolu Aaron Egbele Deji Aliu    | 2004 Athen          | Leichtathletik | 4-mal-100-Meter-Staffel |
| James Godday Musa Audu Saul Weigopwa Enefiok Udo-Obong   | 2004 Athen          | Leichtathletik | 4-mal-400-Meter-Staffel |
| Chika Chukwumerije                                       | 2008 Peking         | Taekwondo      | Schwergewicht           |
| Mariam Usman                                             | 2008 Peking         | Gewichtheben   | Schwergewicht           |
| U-23-Fußballnationalmannschaft                           | 2016 Rio de Janeiro | Fußball        | Herrenturnier           |
| Ese Brume                                                | 2020 Tokio          | Leichtathletik | Weitsprung              |

## Medaillen nach Sportart
| Sportart       | Gold | Silber | Bronze | Gesamt |
| Leichtathletik | 2    | 5      | 7      | 14     |
| Fußball        | 1    | 1      | 1      | 3      |
| Boxen          | 0    | 3      | 3      | 6      |
| Gewichtheben   | 0    | 1      | 1      | 2      |
| Ringen         | 0    | 1      | 0      | 1      |
| Taekwondo      | 0    | 0      | 1      | 1      |
| Gesamt         | 3    | 11     | 13     | 27     |